# Wojenne almanachy filmowe
Wojenne almanachy filmowe / Almanachy frontowe/ Wojenne albumy filmowe (ros. Боевой киносборник, Wojewoj kinosbornik) – seria radzieckich czarno-białych filmów wojennych z lat 1941–1942 poświęcona wielkiej wojnie ojczyźnianej. Almanachy frontowe były montowane z krótkometrażowych filmów fabularnych i dokumentalnych, połączonych pod wspólnym hasłem „Zwyciężymy!”. Zestawy tych krótkometrażowych filmów były odbiciem aktualnych wydarzeń. W realizowaniu Wojennych almanachów filmowych brali udział m.in. tacy reżyserzy jak Jewgienij Czerwiakow, Boris Barnet, Siergiej Jutkiewicz; aktorzy, jak Boris Czirkow, Marina Ładynina, Lubow Orłowa; scenarzyści, jak Jurij German, Jewgienij Pomieszczikow. Tematów do nowel filmowych w Almanachach frontowych dostarczał narodowy zryw obronny oraz walka innych zaatakowanych narodów.

## Seria filmowa
W okresie wielkiej wojnie ojczyźnianej doszło do nakręcenia trzynastu filmów z cyklu Wojenny almanach filmowy (Боевой киносборник). W filmach tych obok treści agitacyjnych umieszczano także elementy komediowe. Filmy te były zbiorem krótkometrażowych nowel kinowych, zwykle połączonych ze sobą postacią głównego bohatera.
- Wojenny almanach filmowy nr 1
- Wojenny almanach filmowy nr 2
- Wojenny almanach filmowy nr 3
- Wojenny almanach filmowy nr 4
- Wojenny almanach filmowy nr 5
- Wojenny almanach filmowy nr 6
- Wojenny almanach filmowy nr 7
- Wojenny almanach filmowy nr 8
- Wojenny almanach filmowy nr 9
- Wojenny almanach filmowy nr 10
- Wojenny almanach filmowy nr 11
- Wojenny almanach filmowy nr 12
- Wojenny almanach filmowy nr 13